# Hubert van Es
Hubert van Es (6 tháng 7 năm 1941 – 15 tháng 5 năm 2009) là một nhiếp ảnh gia và phóng viên ảnh người Hà Lan đã chụp bức ảnh nổi tiếng nhất về những khoảnh khắc cuối cùng của cuộc chiến vào ngày 29 tháng 4 năm 1975 một ngày trước khi Sài Gòn thất thủ, tấm ảnh chụp cảnh một chiếc trực thăng đậu trên nóc nhà với đoàn người Việt Nam đang tìm cách leo lên một chiếc máy bay trực thăng của hãng Air America trong quá trình người Mỹ di tản khỏi Sài Gòn.
Chào đời tại Hilversum, Hà Lan, Van Es còn được biết đến nhiều lần trong cuộc đời làm việc của mình như là "Hu", Anh hóa của chữ "Hugh" và biệt danh "Vanes," hợp vần với chữ "planes".

## Hoạt động tại Việt Nam
Năm 1975 Hubert Van Es bấy giờ đang làm việc cho hãng tin UPI tại Sài Gòn. Ông nhận được chỉ dẫn từ cấp trên về nơi tập kết để được đưa đi trước khi quân Giải phóng tiến vào. Bất chấp hiểm nguy có thể đến với mình, Van Es và một số đồng nghiệp tại hãng tin UPI đã quyết định ở lại càng lâu càng tốt vì tất cả đều muốn chứng kiến cuộc chiến kết thúc. Ngày 29 tháng 4 năm 1975, ông đã chụp nhiều tấm hình quan trọng, trong đó có cảnh nhiều người Việt Nam hốt hoảng đốt tất cả những tài liệu cho thấy họ có quan hệ với Mỹ cũng như tấm hình một người lính thủy đánh bộ chạm trán với một bà mẹ Việt Nam và đứa con trai nhỏ của bà ta. Đến khi trở về nơi làm việc để xử lý các tấm hình vừa chụp, khoảnh khắc mà Van Es chụp được bức ảnh nổi tiếng nhất xảy ra như sau:
Lúc đó khoảng 2 giờ 30 chiều và tôi đang ngồi trong phòng tối, chợt nghe tiếng Bert Okuley gọi vọng vào, "Van Es, ra đây xem, có một chiếc trực thăng trên nóc nhà!" Tôi chộp lấy máy ảnh và ống kính dài nhất còn lại trong phòng - đó chỉ là một ống 300 mm, nhưng không còn cách nào khác - rồi lao vội ra ban công. Nhìn về hướng chung cư Pittman, tôi thấy khoảng 20 đến 30 người trên nóc nhà đang leo lên chiếc trực thăng Huey của hãng Air America. Phía trên chiếc thang có một người Mỹ mặc thường phục đang kéo từng người lên rồi đẩy vào bên trong. Tất nhiên là không phải tất cả số người trên đó đều có thể lên máy bay được, và máy bay đã cất cánh với khoảng 12 hay 14 người bên trong (loại máy bay này vốn được thiết kế chở tối đa 8 người). Số còn lại đợi trên nóc nhà hàng tiếng đồng hồ, mong có máy bay khác tới. Nhưng vô vọng. Sau khi chụp khoảng 10 khung hình, tôi trở về phòng tối và xử lý phim, kịp có hình trước 5 giờ chiều để gửi sang Tokyo từ văn phòng điện tín Sài Gòn.

Khi quân đội Bắc Việt vào đến đây, Van Es liền đội một chiếc mũ ngụy trang mang lá cờ Hà Lan nhỏ bằng nhựa có in dòng chữ Việt Báo chí Hà Lan rồi chạy xuống phố ghi lại những khoảnh khắc cuối cùng của cuộc chiến tại Sài Gòn. Hơn một tháng sau, vào ngày 1 tháng 6 năm 1975, Hubert van Es rời Việt Nam bằng máy bay qua đường Viêng Chăn, Lào.
Tòa nhà trong tấm ảnh theo như lời ghi chú của Van Es đã bị hiểu sai thành Đại sứ quán Mỹ từ những năm 1970. Ông cho rằng mình đã viết rất rõ phần chú thích của bức ảnh này là chiếc trực thăng đang sơ tán người trên nóc một tòa nhà chung cư ngay giữa trung tâm Sài Gòn, nơi các quan chức cấp cao CIA ở (Số 22 đường Gia Long). Địa chỉ hiện nay là số 22 đường Lý Tự Trọng, quận 1, Thành phố Hồ Chí Minh, và du khách không được phép lại gần mái nhà.

## Sự nghiệp sau này
Van Es còn tham gia tác nghiệp trong cuộc phiến loạn ở Philippines và chiến tranh tại Afghanistan. Ông cố gắng tìm đủ mọi cách quay trở về Việt Nam nhưng không thành mãi cho đến năm 1990. Sau khi trở về Việt Nam, trong lúc đang viếng thăm miền quê, ông đã đưa ra lời nhận xét: "Đất nước này [Việt Nam] thực sự chẳng thay đổi gì nhiều kể từ lần cuối cùng tôi ở đây; nhưng các bức ảnh của chúng ta đã thay đổi quan điểm của những người đã may mắn để không phải chứng kiến cuộc chiến khủng khiếp này."

## Cái chết
Ngày 15 tháng 5 năm 2009, Van Es đã qua đời tại Bệnh viện Queen Mary, Hồng Kông, thọ 67 tuổi vì bị một cơn đột quỵ do xuất huyết não. Ông đã sống ở Hồng Kông kể từ lúc kết thúc chiến tranh Việt Nam.